# Epicharis (Freigelassene)
Epicharis († 65 n. Chr. in Rom) war eine Freigelassene, die in die fehlgeschlagene Pisonische Verschwörung gegen den römischen Kaiser Nero eingeweiht war und nach deren Entdeckung auch unter der Folter keine Namen ihrer Mitverschwörer preisgab, sondern Selbstmord verübte.

## Rolle bei der Pisonischen Verschwörung
Bis spätestens 65 n. Chr. hatte sich gegen Nero eine weitverzweigte, aus Senatoren, Rittern und Mitgliedern der Garde bestehende, nach Gaius Calpurnius Piso benannte Verschwörung gebildet. An dieser nahm auch Epicharis teil. Der römische Historiker Tacitus gibt an, dass unbekannt sei, wieso Epicharis zu dem Komplott stieß. Laut Polyainos war sie aber die Geliebte von Senecas Bruder Marcus Annaeus Mela und könnte aufgrund dieser Beziehung von der Verschwörung Kenntnis erhalten haben. Nachdem die Ausführung des Attentats mehrmals verschoben worden war, wollte sie selbst die Vorbereitungen vorantreiben. Sie reiste nach Kampanien, um die Befehlshaber der Flotte zu Misenum zu gewinnen, und zog in diesem Sinn den ihr bekannten Schiffsoffizier Volusius Proculus ins Vertrauen. Dieser hatte an der von Nero gewünschten Ermordung Agrippinas mitgewirkt, war aber mit seiner dafür erhaltenen Belohnung unzufrieden. Obwohl Epicharis nun Proculus in das geplante Komplott einweihte, verschwieg sie aus Vorsicht die Namen der Teilnehmer. Proculus handelte dann auch nicht im Sinn der Freigelassenen, sondern verriet ihre Offenbarungen dem Kaiser. Daraufhin wurde Epicharis verhört, konnte aber die Glaubwürdigkeit der Aussagen des Proculus erschüttern, da dieser keine stichhaltigen Beweise vorlegen konnte. Dennoch wurde Epicharis als Verdächtige weiter in Gewahrsam gehalten.
Einstweilen nahmen die Attentatspläne ihren Fortlauf, bis Milichus, ein misstrauisch gewordener Freigelassener des zu den Verschwörern gehörigen Senators Flavius Scaevinus, beim Kaiser eine abermalige Anzeige machte. Bei der eingeleiteten Untersuchung hielten Scaevinus und der ebenfalls verhaftete Natalis, ein enger Vertrauter Pisos, nicht einmal dem Anblick der Folterinstrumente stand und gaben die Namen ihrer Mitverschwörer preis. Nero ließ dann auch die noch inhaftierte Epicharis foltern. Von ihr als Frau hoffte er durch die Qualen der Tortur umso leichter Informationen zu erpressen. Doch auch durch eine Steigerung der Martern waren ihr keinerlei Enthüllungen zu entlocken. Am nächsten Tag stand eine Fortführung der Tortur am Programm. Weil Epicharis’ Glieder ausgerenkt waren und sie nicht mehr gehen konnte, wurde sie auf einem Stuhl zur Folterstätte getragen. Heimlich löste sie ihr Busenband, machte daraus eine Schlinge und befestigte diese an ihrem Stuhl. Dann steckte sie den Kopf durch die Schlinge, ließ sich mit der ganzen Wucht ihres Körpers fallen und erdrosselte sich auf diese Weise. Tacitus hebt das mutige Verhalten der Epicharis, obwohl sie nur eine Frau und Freigelassene gewesen sei, als edles Vorbild lobend hervor und stellt diesem das Betragen hochstehender Ritter und Senatoren gegenüber, die ohne Anwendung der Folter sogar enge Angehörige verraten hätten.
Daniel Casper von Lohenstein schrieb 1665 das Trauerspiel Epicharis. Der französische Dichter Augustin Louis Ximenès verwendete den Stoff für die Tragödie Epicharis, ou la mort de Neron (1753).